# Günter Kunz
Günter Kunz-Hager (* 19. Mai 1966 in Wien), besser bekannt als DJ Ostkurve früher auch als Guenta K. in den 90er Jahren auch als Orgasmo, ist ein österreichischer DJ und Musikproduzent im Bereich Partymusik.

## Karriere
Günter Kunz-Hager ist seit 1984 als DJ aktiv, seine erste Single brachte er 1998 als DJ Orgasmo (gemeinsam mit Michael Kotonski) heraus. 2001 eröffnete er sein eigenes Studio. Von 2003 bis 2014 veröffentlichte Kunz unter vielen verschiedenen Künstlernamen, beispielsweise als DJ Ostkurve, DJ Da Beat, Nobodys Perfect, STG 77, 12" Masters, Double DJ oder Dancefloor Saints (zusammen mit Stee Wee Bee). Es wurden Neuinterpretationen von deutschen Klassikern produziert, z. B. von David Hasselhoff, Udo Jürgens, Howard Carpendale, auch Coverversionen von Sin with Sebastian, Bob Dylan, Secret Service und anderen. Seit 2015 nutzt er nur noch den Künstlernamen DJ Ostkurve und produzierte seitdem diverse Remixe für DJ Ötzi, Maite Kelly, VoXXclub, Die Paldauer, Mia Julia, Solarkreis, Marc Pircher und Lorenz Büffel.
Kunz-Hager war 2001 Mitbegründer der DJ-Charts Austria und Promo Pool. Er war Vorsitzender des Komitees der Austrian Dance (Music) Awards (ADA).

## Persönliches
Kunz-Hager ist seit 2008 verheiratet und hat vier Kinder.

## Diskografie

### Alben
- 2004: Das Party-Album (DJ Ostkurve)
- 2011: Episode 1 (Guenta K)
- 2013: 5 Years Plus 1 (Guenta K)
- 2014: Austria Music Show Vol.1 (Guenta K)
- 2016 bis 2022: Fette Beats Vol 1 bis 6 by DJ Ostkurve
- 2018: Best of DJ Ostkurve
- 2023: 20 Jahre DJ Ostkurve

### Singles (Auswahl)
- 1997: Contest (Countdown of DJs) (Maximum feat. Antonine)
- 1998: House 6 (Orgasmo)
- 1999: Orgasmo Beats (Orgasmo)
- 1999: Sample My Bumbum (Orgasmo)
- 2000: Sex 4 Money (Orgasmo)
- 2012: Follow Me (feat. Kane) (Guenta K)
- 2012: Never (meets BFF) (Guenta K)
- 2013: Ti amo 2k13 (DJ Ostkurve)
- 2013: OK ab gehtz (wir kommen wieder) (DJ Ostkurve)
- 2019: Last Christmas DJ Ostkurve feat. Quetschn Academy
- 2021: Schei wi dei wi du - feat. Die Jungen Zillertaler
- 2023: Living next door to Alice (feat. Paulmusic)
- 2024: Touch by Touch 2024 (Joy)
- 2024: How old are you (& Miko Mission)
- 2024: Engelsaugen Leuchten (& Jelfi)

### Remixes (Auswahl)
- 2016: 3000 Jahre (DJ Ostkurve Remix) (Die Paldauer)
- 2017: Für immer (DJ Ostkurve Remix) (Solarkreis)
- 2017: Donnawedda (DJ Ostkurve Remix) (VoXXclub)
- 2018: In 100.000 Jahren (DJ Ostkurve Remix) (Haderlumpen)
- 2019: Heute Nacht für immer (DJ Ostkurve Remix) (Maite Kelly)
- 2020: Der Hellste Stern (DJ Ostkurve Remix) (DJ Ötzi)
- 2022: Ich steh dazu (DJ Ostkurve Remix) (Maite Kelly)
- 2023: Die immer lacht (DJ Ostkurve Remix) (Kerstin Ott)
- 2023: Es gibt so viele Trottel auf der Welt (DJ Ostkurve Remix) Jazz Gitti
- 2024: Es ist einfach passiert (DJ Ostkurve Remix) Maite Kelly

## Auszeichnungen
- 1998: Gold für Single "House 6" als DJ Orgasmo (25.000 Singles) in AT
- 2006: Top of the Mountains Awards Best Partysong International: DJ Ostkurve - „Après Ski Megamix“
- 2011: Austrian Dance Award (Best Medien Partner)
- 2012: Europäischer Musikpreis: Sound Music Award HOUSE NATIONAL GUENTA K.
- 2016: Top of the Mountains Awards Best Produzent DJ Ostkurve
- 2017: Top of the Mountains Awards Best Party Hit DJ Ostkurve
- 2018: Top of the Mountains Awards Best Summerhit DJ Ostkurve
- 2019: Top of the Mountains Awards Best Song International DJ Ostkurve
- 2020: Top of the Mountains Awards Best Song International - Best Remixer - Best Remix - Fan Award
- 2022: Top of the Mountains Awards Best Remixer - Fan Award
- 2023: Top of the Mountains Awards Best Remixer
- 2024: Top of the Mountains Awards Best Album